# Conquista spagnola di Orano (1509)
La conquista di Orano da parte del Regno di Spagna ebbe luogo nel maggio del 1509 quando l'esercito guidato da Pedro Navarro per conto del cardinale Francisco Jiménez de Cisneros assediò la città nordafricana che era controllata dai mori di Tlemcen.
Una flotta spagnola lasciò il porto di Cartagena il 16 maggio e salpò alla volta di Mers-el-Kébir, una città situata presso Orano e già (dal 1505) sotto il controllo spagnolo. La flotta disponeva di 80 naos e 10 galee, oltre a diverse altre piccole imbarcazioni. Queste trasportavano in tutto 8 000-12 000 fanti e 3 000-4 000 cavalieri. L'esercito trascorse la notte del 17 maggio a Mers el Kebir.
I cristiani attaccarono dunque la città di Orano, all'epoca parte del regno di Tlemcen, combinando l'uso della flotta con l'assalto via terra, il 18 maggio. Dopo aver fatto breccia nelle mura della città e aver perso meno di 30 uomini in tutto, si accorsero che il nemico, che contava su 12 000 uomini di forze, aveva già perso un terzo delle proprie truppe.
Il 20 maggio, Cisneros entrò nella città, ormai conquistata.
La città rimase parte dell'Impero spagnolo sino al 1708, quando venne assediata dal dey di Algeri che colse l'occasione per riconquistarla durante la guerra di successione spagnola. La città venne ripresa dagli spagnoli nel 1732. Dopo il terremoto del 1790, anche gli spagnoli abbandonarono Orano e Mers el-Kebir nel 1792.